# Édouard Gassier
Édouard Gassier (Draguignan, 30 agosto 1820 – L'Avana, 18 dicembre 1872) è stato un baritono francese.

## Biografia
Sposato con la cantante Josefa Fernández, ottenne una grande reputazione come interprete del repertorio italiano più antico (Rossini, Donizetti, Bellini, ecc.).
Studiò al Conservatorio di Parigi, dove vinse il primo premio di canto nel 1844. Debuttò all'Opéra-Comique, con grande successo, nel 1845.
Presto si congedò dal teatro francese per dedicarsi completamente al genere italiano. Riprese con successo le scene principali di'Italia, Francia e Inghilterra ed era uno degli artisti preferiti del pubblico londinese.
Mori durante una vacanza per l'America.